# ETR 470
L'ETR 470 (ETR = Elettro Treno Rapido) est une rame pendulaire bi-tension à grande vitesse italienne, dérivée des Fiat Pendolino ETR 460 équipée spécialement pour circuler sur les réseaux d'Italie, de Suisse et d'Allemagne aux tensions suivantes : Italie : 3.0 kV CC ; Suisse + Allemagne : 15 kV 16⅔ Hz.

## Histoire
L'ETR 470 a été construit en 9 exemplaires spécifiquement dans la livrée Cisalpino afin de desservir des destinations entre l'Italie, la Suisse et l'Allemagne dont elle possède les équipements de sécurité respectifs. Depuis 2006, les ETR 470 ne circulent plus sur le réseau allemand et étaient cantonnés aux dessertes entre Genève, Zürich ou Bâle et l'Italie. Depuis décembre 2015, les trains ne circulent qu'en Italie sous le service Frecciabianca entre Rome et Reggio de Calabre.

## Composition
| BAC1 | BB1 | RA1 | RB | BB2 | BAH2 | RA2 | BB2 | BAC2 |

| voiture 1 (1A) (A1) | voiture 2 (1A) (A1) | voiture 3 2' 2' | voiture 4 2' 2' | voiture 5 (1A) (A1) | voiture 6 (1A) (A1) | voiture 7 2' 2' | voiture 8 (1A) (A1) | voiture 9 (1A) (A1) |

| 1 panto FS |  | 1 panto DB + 1 réserve CFF |  |  |  | 1 panto CFF + 1 réserve DB |  | 1 panto FS |

|             | voiture 1   | voiture 2  | voiture 3  | voiture 4  | voiture 5  | voiture 6   | voiture 7  | voiture 8  | voiture 9   | attribution dès 2009 |
| ETR 470.001 | BAC 470.001 | BB 470.201 | RA 470.501 | RB 470.401 | BB 470.251 | BAH 470.101 | RA 470.301 | BB 470.252 | BAC 470.051 | FS                   |
| ETR 470.002 | BAC 470.002 | BB 470.202 | RA 470.502 | RB 470.402 | BB 470.253 | BAH 470.102 | RA 470.302 | BB 470.254 | BAC 470.052 | CFF                  |
| ETR 470.003 | BAC 470.003 | BB 470.203 | RA 470.503 | RB 470.403 | BB 470.255 | BAH 470.103 | RA 470.303 | BB 470.256 | BAC 470.053 | CFF                  |
| ETR 470.004 | BAC 470.004 | BB 470.204 | RA 470.504 | RB 470.404 | BB 470.257 | BAH 470.104 | RA 470.304 | BB 470.258 | BAC 470.054 | FS                   |
| ETR 470.005 | BAC 470.005 | BB 470.205 | RA 470.505 | RB 470.405 | BB 470.259 | BAH 470.105 | RA 470.305 | BB 470.260 | BAC 470.055 | CFF                  |
| ETR 470.006 | BAC 470.006 | BB 470.206 | RA 470.506 | RB 470.406 | BB 470.261 | BAH 470.106 | RA 470.306 | BB 470.262 | BAC 470.056 | FS                   |
| ETR 470.007 | BAC 470.007 | BB 470.207 | RA 470.507 | RB 470.407 | BB 470.263 | BAH 470.107 | RA 470.307 | BB 470.264 | BAC 470.057 | FS                   |
| ETR 470.008 | BAC 470.008 | BB 470.208 | RA 470.508 | RB 470.408 | BB 470.265 | BAH 470.108 | RA 470.308 | BB 470.266 | BAC 470.058 | FS                   |
| ETR 470.009 | BAC 470.009 | BB 470.209 | RA 470.509 | RB 470.409 | BB 470.267 | BAH 470.109 | RA 470.309 | BB 470.268 | BAC 470.059 | CFF                  |

## Utilisation
La maintenance des trains ETR 470 de Trenitalia était assurée par les FS TrenItalia à Milan et pour ceux des CFF la maintenance est à Bâle.
Le personnel de bord est composé d'agents des FS-Trenitalia italiens et des SBB-CFF-FFS suisses.
La gestion de la voiture restaurant a été confiée à Chef Express, société du Groupe italien Cremonini spécialiste européen dans le domaine.
Les rames de la prochaine génération sont déjà en cours de certification et ont été mises en service dès 2007 sur la ligne Genève-Milan, ce sont les ETR 610.
En Décembre 2020, Trenitalia a retiré le dernier train de l'ancienne flotte du Cisalpino, le ETR 470 06. Les cinq trains ne sont pas détruits mais rénovés et modernisés par Alstom en Italie puis mis en circulation en Grèce chez Hellenic Train. Le premier des trains transformés a été livré en janvier 2021 et les autres d'ici fin 2021. Les compositions détenues par les CFF, ont toutes été retirées du service en 2015.

### Problèmes techniques
Les problèmes techniques rencontrés par les CFF avec ces rames ont conduit le directeur des CFF à parler de « mettre fin à l'horreur » lors de l'annonce de l'abandon des rames. Cela faisait suite à des revendications syndicales, qui demandaient le retrait immédiat des rames.
Au 13 décembre 2009, avec l'entrée en vigueur du nouvel horaire des CFF, sur les 9 ETR 470 de la flotte Cisalpino, seulement 4 auraient dû rester en service : 1 de Trenitalia et 3 des CFF. Les 4 autres ETR 470 des CFF devaient être radiés du trafic mais leurs remplaçants restaient encore à définir. Depuis, les CFF ont confirmé que les trains pendulaires étaient leur meilleure solution et ont passé commande de 14 rames ETR 610, puis 8 autres en 2012 et enfin 4 dernières en 2015.
Depuis le changement d'horaire de 2015, tous les services transfrontaliers vers l'Italie (Bâle - Lötschberg/Genève - Simplon - Milan et Zürich/Luzern - Gothard - Milan) sont assurés par du matériel ETR 610, supplantant les derniers 470 en service jusque-là.

## Le service transfrontalier actuel
Le 13 décembre 2009, la société Cisalpino fut officiellement dissoute, les CFF et Trenitalia ayant décidé d'assurer elles-mêmes le trafic sur les lignes transfrontalières comme avant. Sur les 9 rames pendulaires ETR 470 Cisalpino, 5 ont été rétrocédées à Trenitalia et 4 aux CFF. Les 40 employés furent réintégrés dans leur structure d'origine et les 14 rames ETR 610 furent réparties à parts égales. Les 9 dernières rames, le solde de la livraison des nouveaux ETR 610 par Alstom ayant subi un retard de plus de deux ans,, et bien que les CFF aient commandé 8 rames supplémentaires par augmenter leur offre avec ces rames pendulaires à grande vitesse, les anciennes rames ETR 470 souvent critiquées dans le passé, ont été retirés complètement à la fin de 2014 du service transfrontalier.
Pour des questions juridiques suisses, les 14 premières rames ETR 610 sont toujours la propriété de la société Cisalpino qui, bien qu'ayant été dissoute, curieusement, continue d'exister. Cisalpino loue ses trains à Trenitalia et aux CFF, mais son nom n'est plus utilisé avec le public.

## Les différentes livrées

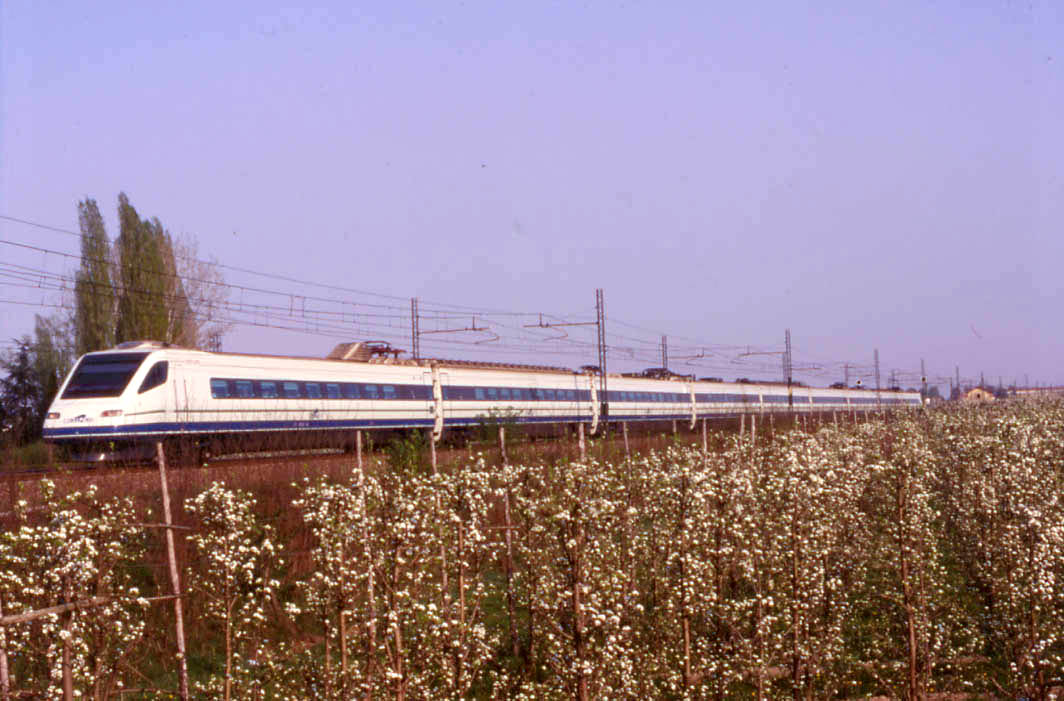
ETR 470 dans sa livrée Cisalpino d'origine
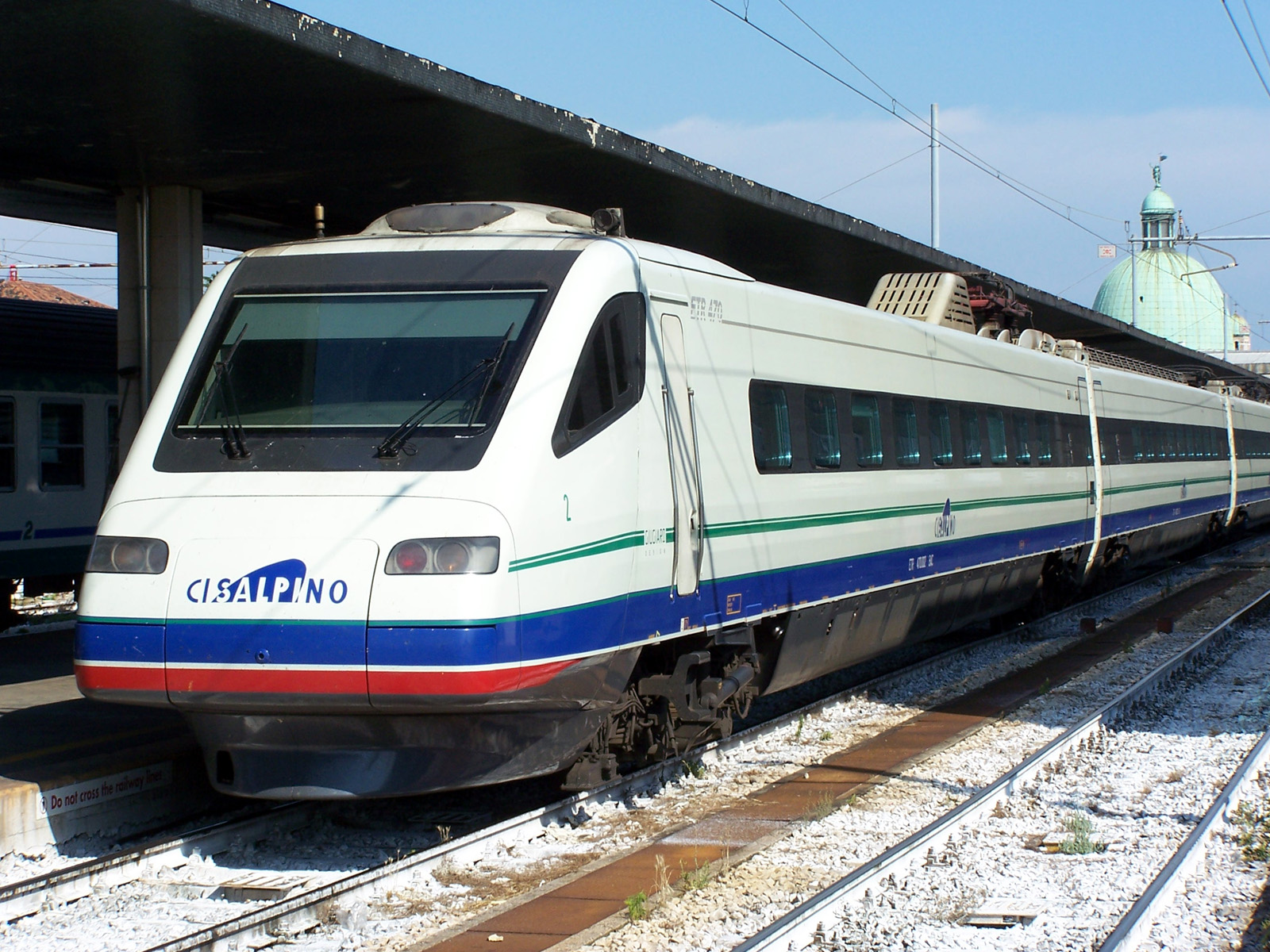
Livrée Cisalpino après application de la bande rouge frontale
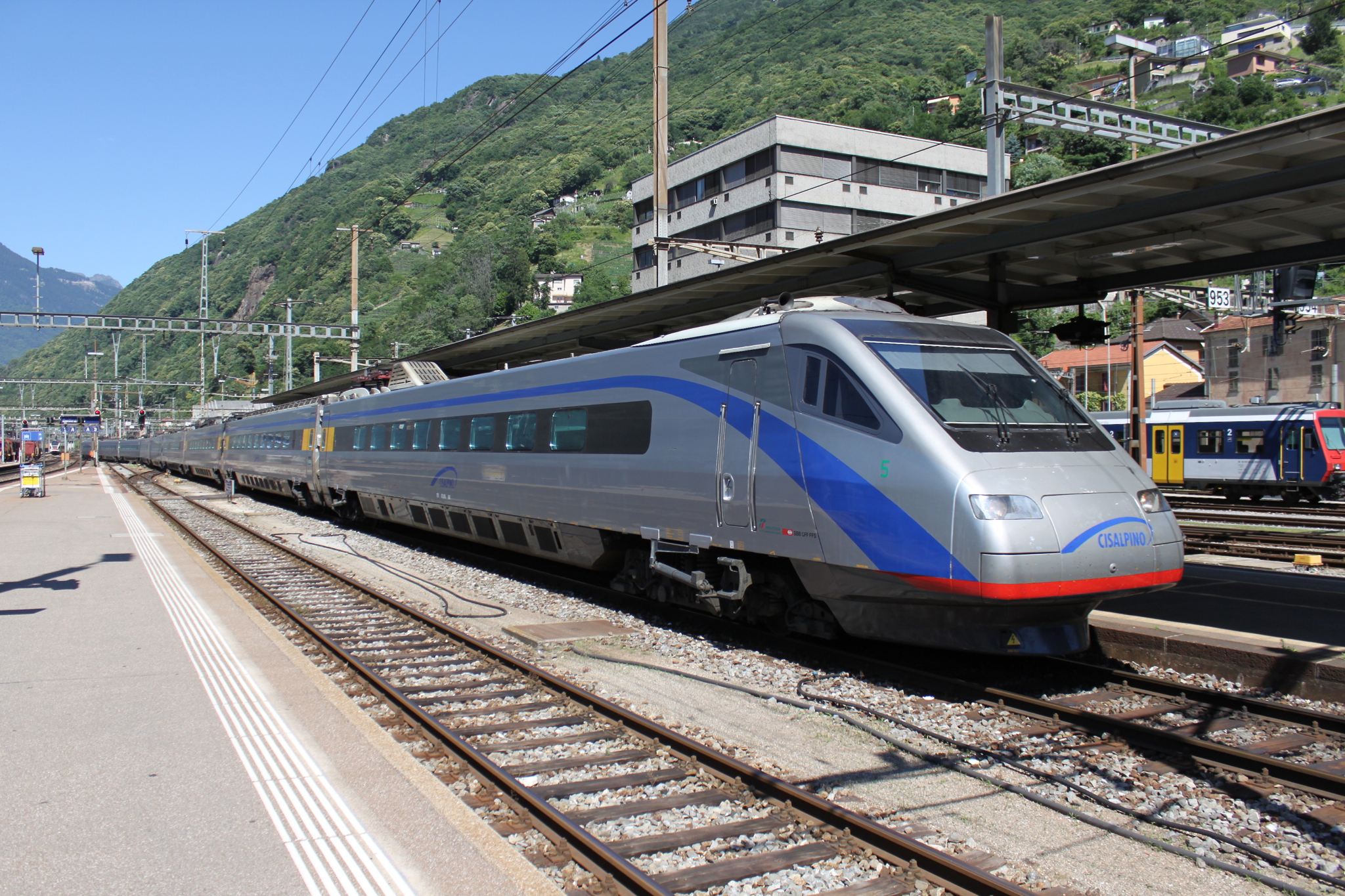
En nouvelle livrée Cisalpino
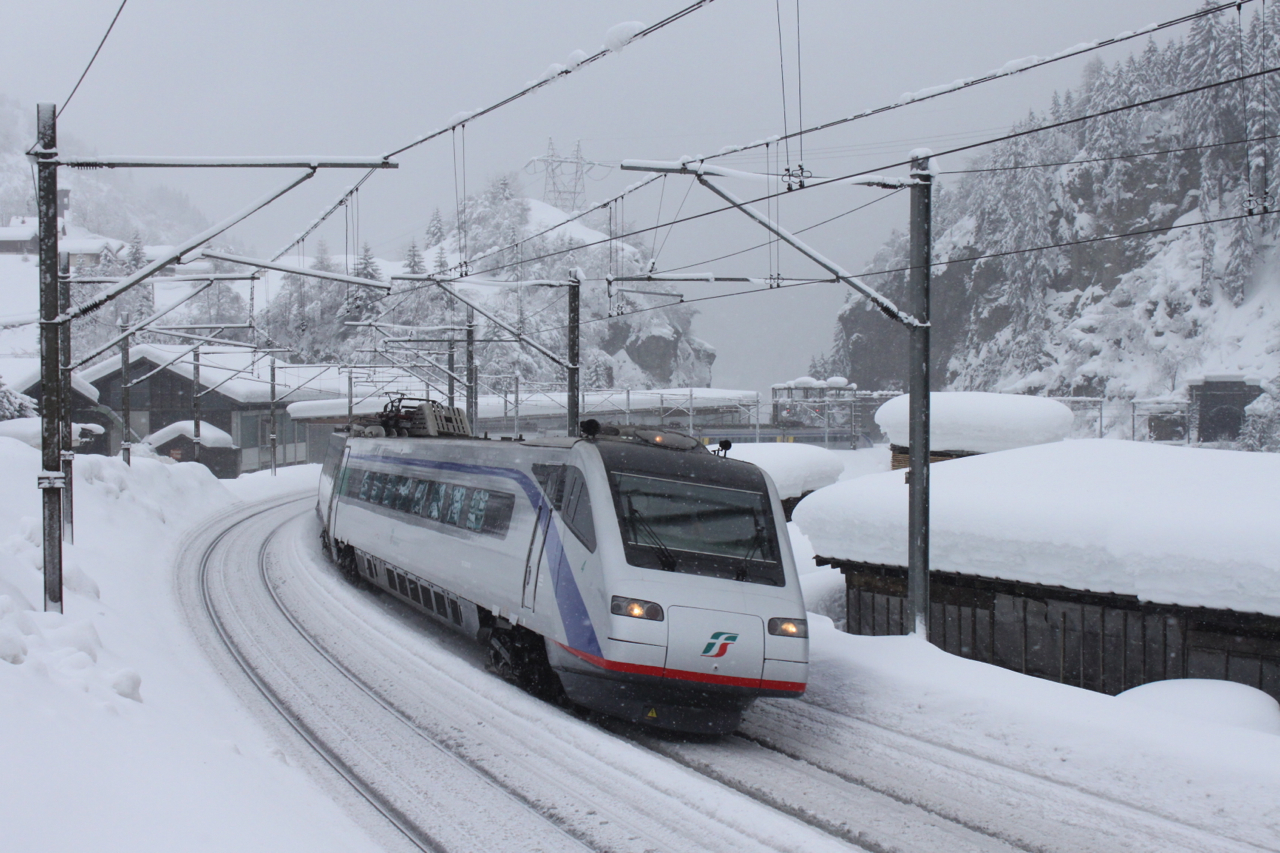
En livrée Trenitalia ex-Cisalpino
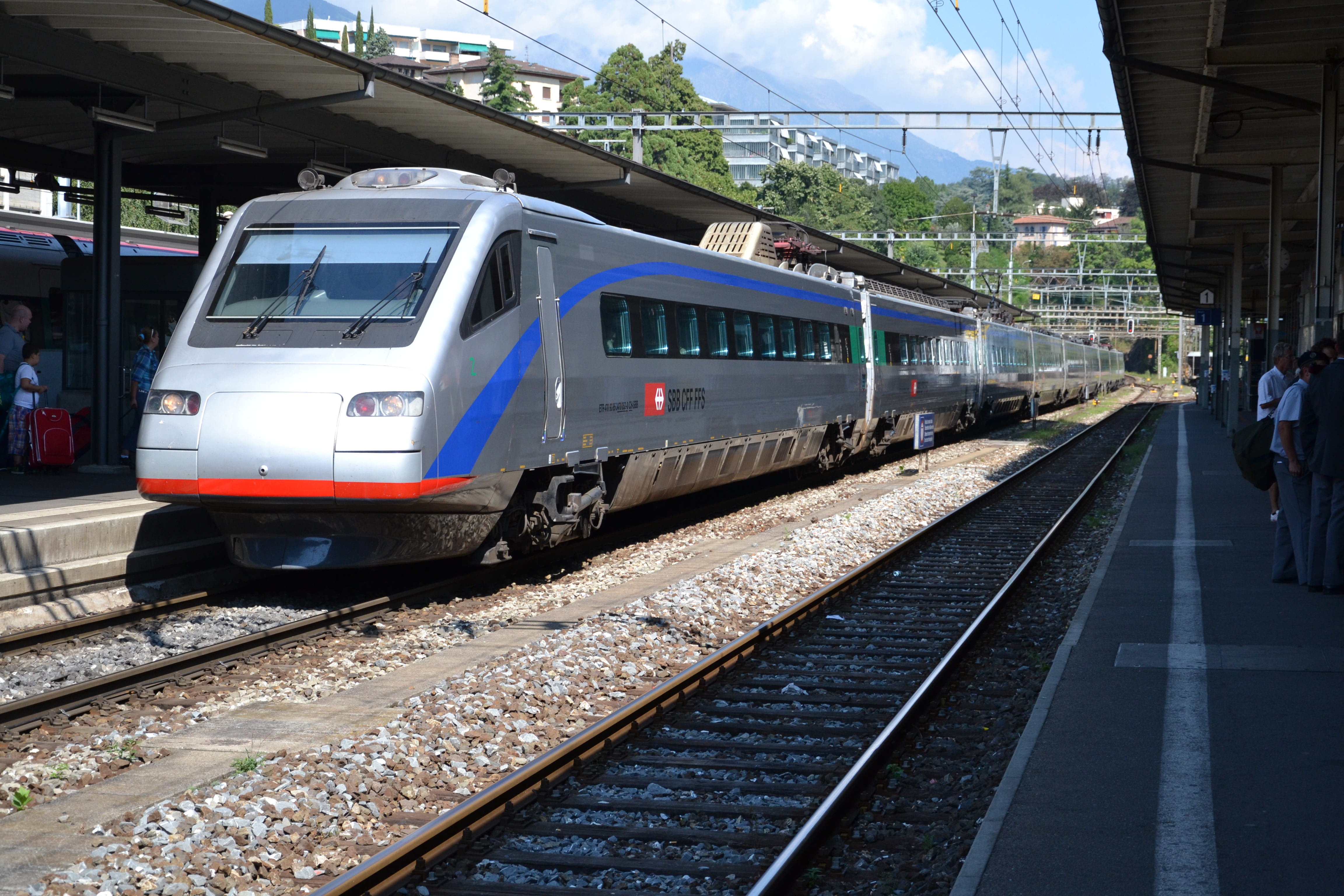
En livrée CFF ex-Cisalpino
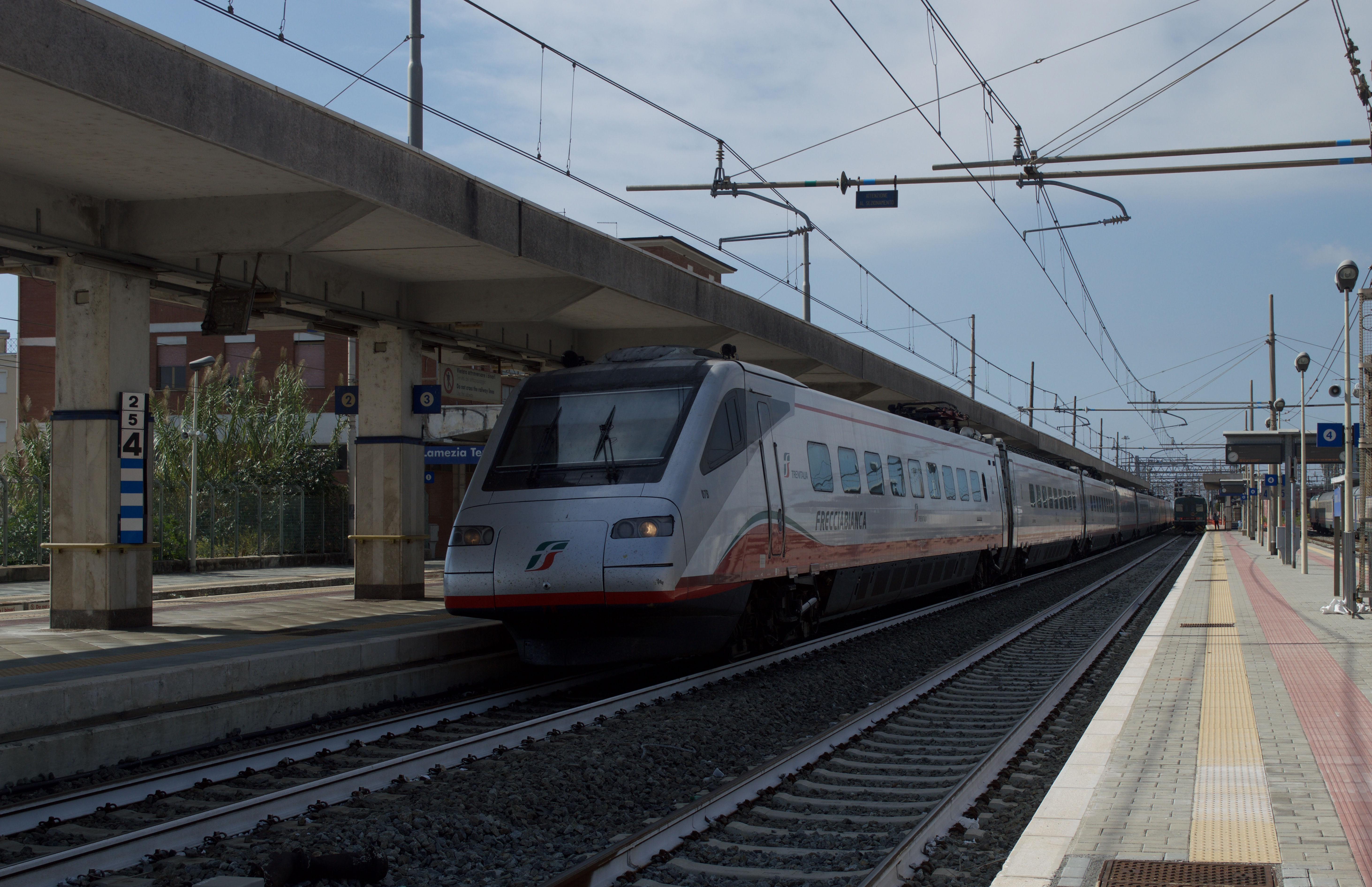
En livrée Frecciabianca

## Galerie

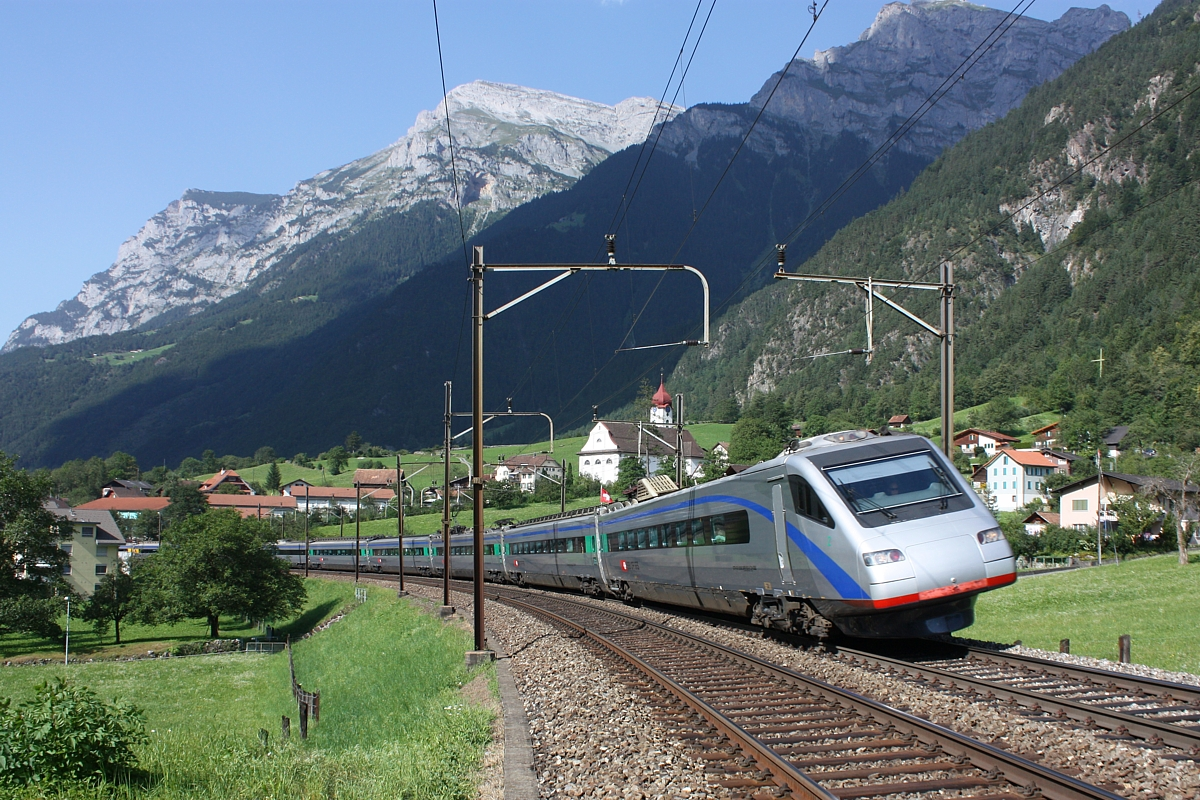
Un ETR 470 CFF devant l'église de Silenen, sur la ligne du Gothard
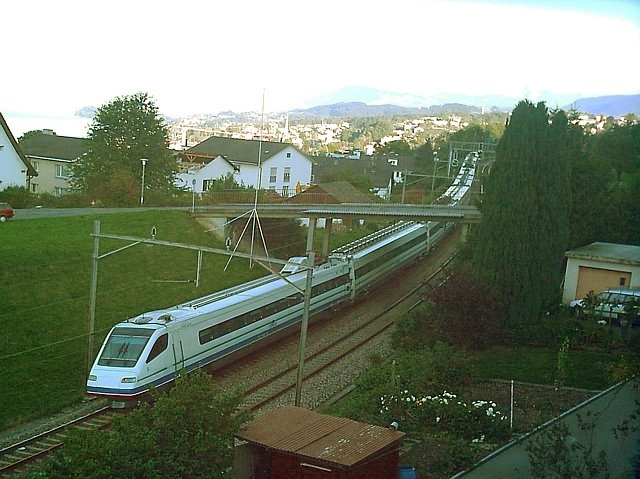
Un ETR 470 à Horgen Oberdorf
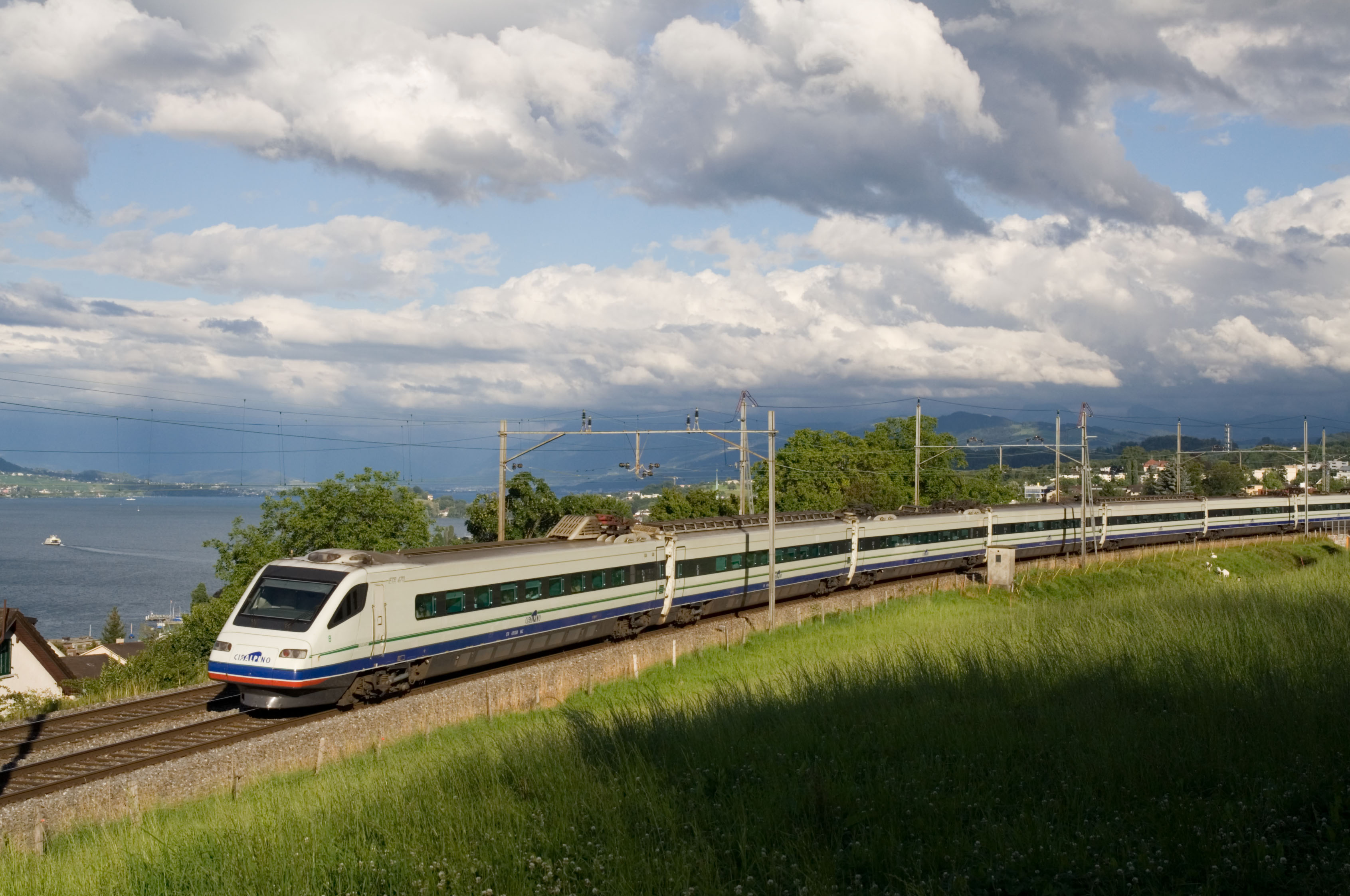
Sur le lac de Zurich
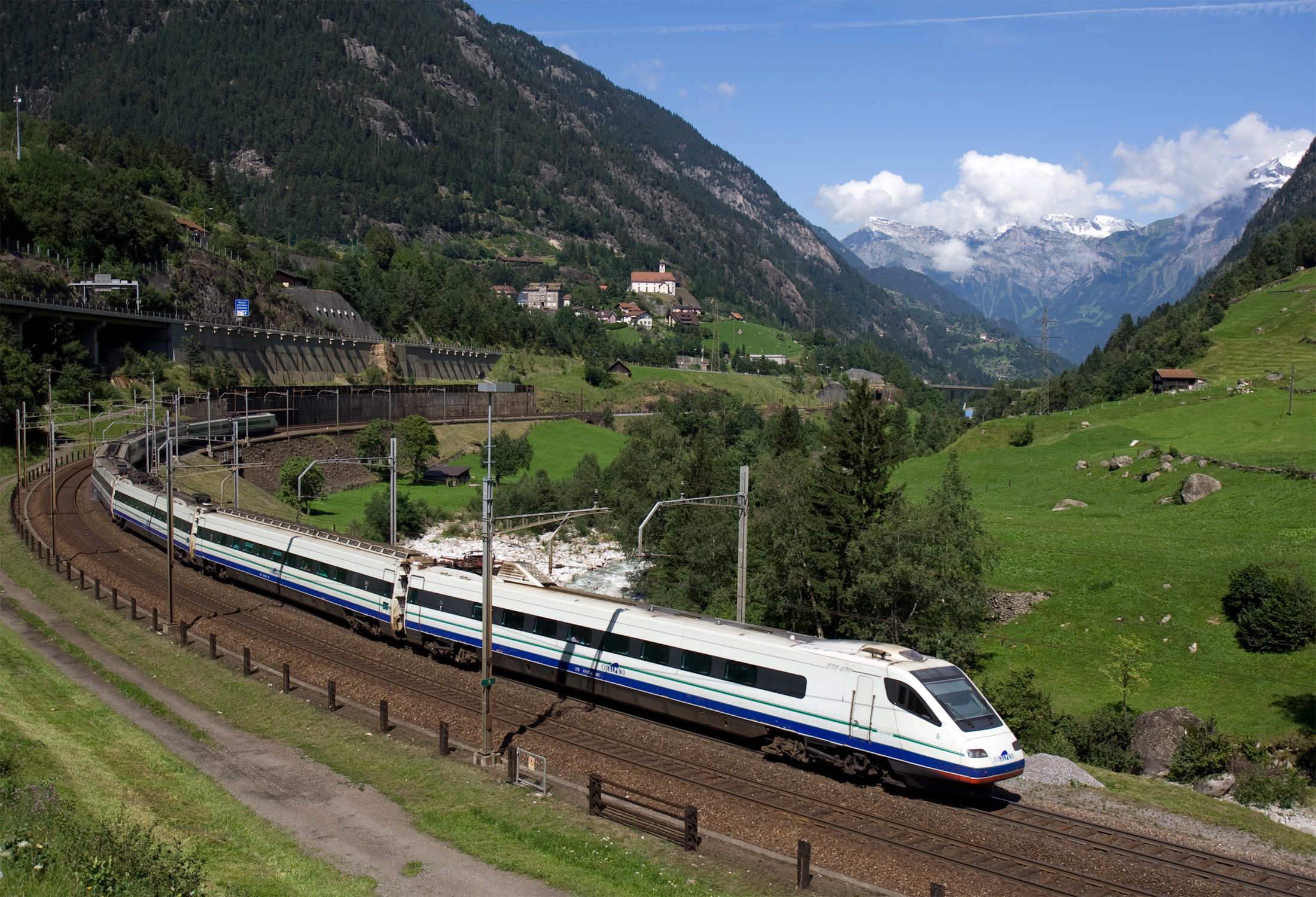
ETR 470 dans la fameuse courbe de Wassen sur la ligne du Gothard
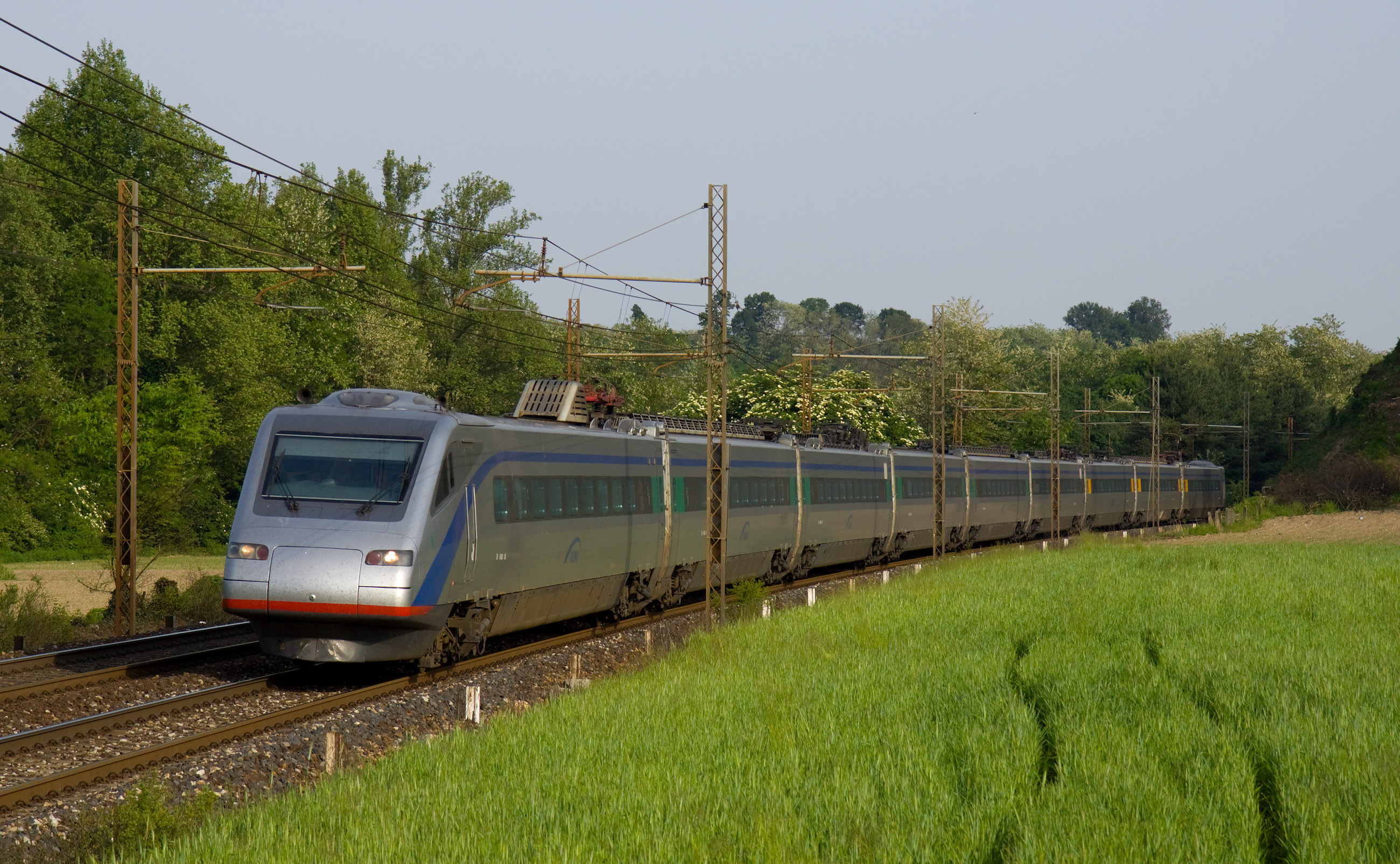
Camnago